# Kosmos 670
Kosmos 670 byl bezpilotní test vojenského Sojuzu 7K-S.

## Parametry mise
- Kosmická loď:Sojuz 7K-S
- Hmotnost:6700 kg
- Posádka:žádná
- Start:6. srpna 1974
- Přistání:8. srpna 1974 23:59 GMT
- Perigeum:221 km
- Apogeum:294 km
- Sklon dráhy:50,6°
- Doba letu:2,99 dní